# Люфанов, Евгений Дмитриевич
Евге́ний Дми́триевич Люфа́нов (20 января [2 февраля] 1908, Моршанск, Тамбовская губерния, Российская империя — 5 декабря 1989, Воронеж, СССР) — советский писатель, фронтовой корреспондент.

## Биография
Родился 2 февраля 1908 года в городе Моршанске Тамбовской губернии. После трагической гибели в 1910 году его 24-летней матери (по непонятным причинам бросилась под поезд в Моршанске), воспитание Евгения и его брата Петра взял на себя их отец Дмитрий Михайлович Люфанов. Помогала ему в этом двоюродная тётка Евгения и его крестная Евгения Ильинична. Евгений окончил школу № 1[где?]. В 1927 году уехал в Ленинград, где женился в этом же году на Зое Дмитриевне Кручининой. В 1931 году выпустил первую книгу — «Повесть о барашевских днях». В 1934 году вступил в Союз писателей.
Во время Великой Отечественной войны, несмотря на плохое от рождения зрение, добровольцем ушел на фронт: был военным корреспондентом. В 1959 году переехал в Воронеж.
В 1972—1975 годах был председателем воронежской писательской организации. По свидетельству современников, во время пребывания на этом посту спас от уничтожения могилы А. В. Кольцова и И. С. Никитина.
Евгений Люфанов является автором более 15 книг — рассказов, повестей, романов, пьес, а также воспоминаний о М. А. Шолохове. Люфанову принадлежит несколько исторических романов на разные темы: «Набат» рассказывает о предреволюционной России. Биографии В. И. Ленина посвящены романы «Мятежная юность», «Самый короткий путь», «Молодецкий курган». Дилогия «Великое сидение» посвящена времени Петра I.
Скончался 5 декабря 1989 года. Похоронен в Воронеже на Юго-Западном кладбище. Архив Люфанова хранится в Государственном архиве Воронежской области. Сейчас[когда?] его потомками готовится к изданию незаконченная его работа о правлении и личной жизни Екатерины Великой.

## Награды
- Орден Отечественной войны II степени (1986)[4]